# Северіно Рейха
Северіно Рейха (ісп. Severino Reija; нар. 25 листопада 1938, Луго) — іспанський футболіст, що грав на позиції захисника.
Виступав, зокрема, за клуб «Реал Сарагоса», з яким став дворазовим володарем Кубка Іспанії та володарем Кубка ярмарків, а також національну збірну Іспанії. У складі збірної — чемпіон Європи та учасник двох чемпіонатів світу.

## Клубна кар'єра
Народився 25 листопада 1938 року в місті Луго. Розпочав грати у футбол в «Депортіво» (Ла-Корунья), за яке у 1957—1959 роках виступав в іспанській Сегунді.
У вищому дивізіоні дебютував 1959 року виступами за команду «Реал Сарагоса», кольори якої і захищав протягом усієї своєї кар'єри гравця, що тривала одинадцять років. Більшість часу, проведеного у складі сарагоського «Реала», був основним гравцем захисту команди. За цей час виборов титул два Кубка Іспанії (1934/64 та 1965/66) та Кубок ярмарків 1963/64. У 1969 році завершив ігрову кар'єру.

## Виступи за збірну
Виступав за молодіжну та другу збірні Іспанії, але так і не дебютувавши за національну збірну Іспанії, Рейха у її складі поїхав на чемпіонату світу 1962 року у Чилі. Саме на тому турнірі він і дебютував за «червону фурію», зігравши один матч проти Чехословаччини (0:1).
Через два роки Северіно брав участь у домашньому чемпіонаті Європи 1964 року на якому його збірна стала чемпіоном, перемігши в фіналі збірну СРСР. Завершив кар'єру у збірній в 1967 році, всього за національну команду він зіграв 20 матчів.
Згодом у складі збірної Рейха був учасником чемпіонату світу 1966 року в Англії. Зіграв там два матчі, проти Швейцарії і ФРН.
Загалом протягом кар'єри у національній команді, яка тривала 6 років, провів у її формі 20 матчів.

## Титули і досягнення
- Володар Кубка Іспанії (2):

«Реал Сарагоса»: 1963–64, 1965–66
- Володар Кубка ярмарків (1):

«Реал Сарагоса»: 1963–64
- Чемпіон Європи (1):

Іспанія: 1964